# Wissenschaftliche Notation
Die wissenschaftliche Notation und die technische Notation sind besondere Zahlendarstellungen auf der Grundlage des Dezimalsystems.

## Notwendigkeit
Im deutschsprachigen Raum beherrscht das Dezimalsystem nahezu das gesamte numerische Denken und Schreiben. Ein Zahlzeichen dieses Systems ist gegliedert in einen ganzzahligen Bereich mit mindestens einer bis unbegrenzt vielen Stellen und in einen Bereich für den Bruchteil mit keiner bis unbegrenzt vielen Stellen. Wenn ein Bruchteil vorhanden ist, steht davor zur Trennung ein Dezimalzeichen, im deutschsprachigen Bereich ist das ein Komma.
Allerdings kommt man bei Dezimalzahlen an Grenzen der Handhabbarkeit, wie in zwei Beispielen verdeutlicht sei:
- Will man den Durchmesser des Protons in der Basiseinheit der Länge Meter angeben, so muss man erst einmal fünfzehn Stellen mit Nullen belegen, ehe auf weiteren Stellen andere Ziffern zur Verwendung kommen.
- Will man den Durchmesser der Sonne in der Basiseinheit Meter angeben, so muss eine zehnstellige Zahl geschrieben werden, auch wenn man es gar nicht so genau wissen will.

Für derartige Werte ist eine andere Schreibweise besser geeignet.

## Aufbau
Alternativ zur Gliederung einer Dezimalzahl in ganzzahligen und gebrochenen Teil kann der darzustellende Zahlenwert {\displaystyle Z} auch als Gleitkommazahl geschrieben werden (außer {\displaystyle Z=0}), aufgeteilt in eine Mantisse, die den Wert genauer spezifiziert, und einen Zehnerpotenzfaktor, der die Größenordnung festlegt:
{\displaystyle Z=m\cdot 10^{n}}.
Bei Computerprogrammen wird der Exponent üblicherweise auf der Zeile geschrieben in der Form {\displaystyle Z=m\,{\text{E}}\,n}. Dabei ist die Mantisse {\displaystyle m} eine spezielle Ausführung einer Dezimalzahl, der Exponent {\displaystyle n} eine ganze Zahl. Wie bei Dezimalzahlen ist zusätzlich ein Vorzeichen voranzustellen; ein fehlendes Vorzeichen bedeutet ein Plus.
In einer Softwareumgebung, die auf ASCII-Zeichensätze angewiesen war, fehlten spezielle Zeichen für den mathematischen Ausdruck von Exponenten. Daher sind verschiedene Schreibweisen etabliert worden, um die wissenschaftliche Notation darzustellen. So wurde beispielsweise die Zahl 182 000 in ASCII-kompatiblen Formen wie 1,82e5 oder 1,82E5 – wobei „e“ bzw. „E“ für „exponent“ steht – ebenso wie 1,820^5 (wobei das Zirkumflex (^) zur Kennzeichnung des Exponenten dient) oder 1,82 x 10^5 (wobei „x“ als Multiplikationszeichen verwendet wird) ausgedrückt. Alle diese Varianten repräsentieren denselben numerischen Wert 182 000.
In der wissenschaftlichen Notation enthält {\displaystyle m} vor dem Dezimalzeichen genau eine Stelle mit einer von null verschiedenen Ziffer; damit gilt {\displaystyle 1\leq m<10}. Hinter dem Dezimalzeichen folgt ein endlicher Dezimalbruch, der nicht mehr Stellen umfassen soll, als im jeweiligen Zusammenhang (z. B. bei einem Messwert) verantwortlich mit Ziffern belegt werden können.
In der technischen Notation werden als Exponenten ausschließlich ganzzahlige Vielfache von drei verwendet. Damit beinhaltet der Faktor für die Größenordnung nur ganzzahlige Potenzen von tausend. Dann liegt {\displaystyle m} im Bereich {\displaystyle 1\leq m<1000}. Diese Notation entspricht der Verwendung der Vorsätze für Maßeinheiten (Mikro-, Milli-, Kilo-, Mega-, ...), die bis auf wenige Ausnahmen (Dezi-, Hekto-, …) so viel bedeuten wie Faktoren von {\displaystyle 10^{3n}}, siehe auch unter Zehnerpotenz.
Die technische Notation hat sich in Naturwissenschaft und Technik weitestgehend durchgesetzt. In der Normung wird zur Angabe von Größenwerten empfohlen, dass Zahlenwerte zwischen 0,1 und 1000 liegen, und dass dazu geeignete Vorsätze für die Maßeinheiten gewählt werden. Unmittelbare Zehnerpotenzfaktoren werden für Größenwerte nicht empfohlen.

## Vorteile
Lesbarkeit: Sehr große und sehr kleine Zahlen sind in wissenschaftlicher oder technischer Notation besser lesbar als in den Schreibweise mit vielstelligen Dezimalzahlen.
- Der Durchmesser des Protons wird dann mit {\displaystyle 1{,}7\cdot 10^{-15}\;\mathrm {m} =1{,}7\;\mathrm {fm} } (1,7 Femtometer) angegeben, wenn es um eine Angabe zur Größenordnung geht oder bis zu zwei Stellen mehr mit {\displaystyle 1{,}682\;\mathrm {fm} }, wenn es um die Ausschöpfung der Genauigkeit geht bis an die Grenzen infolge der Messunsicherheit, mit der sich der Wert messen lässt. Die Messunsicherheit beträgt hier {\displaystyle 0{,}001\;\mathrm {fm} }. Weitere Nachkommastellen würden durch die Messunsicherheit überdeckt und wären deshalb ohne Informationsgehalt.
- Der Durchmesser der Sonne wird mit rund {\displaystyle 1{,}39\cdot 10^{9}\;\mathrm {m} =1{,}39\;\mathrm {Gm} } (1,39 Gigameter) angegeben oder bis zu {\displaystyle 1{,}392\,68\;\mathrm {Gm} } bei Beachtung der Begrenzung durch die Messunsicherheit. Hierzu gibt es eine zusammenfassende Schreibweise {\displaystyle 1{,}392\,68(13)\;\mathrm {Gm} }, in der in Klammern der Zahlenwert der Messunsicherheit steht als Vielfaches des Stellenwertes der letzten angegebenen Stelle der Mantisse.[7][8]

Zuverlässigkeit: Insbesondere bei physikalischen Daten sind Zahlen zuverlässig so zu schreiben, dass nur signifikante Stellen angegeben werden. Die Notwendigkeit, mehr Stellen als diese anzugeben, entfällt bei beiden Notationen. Dagegen erfordert die Angabe des Durchmessers der Sonne in der Form {\displaystyle 1\,392\,680\,000\ \mathrm {m} } die Belegung der unteren Stellen mit Ziffern, zu denen keine Kenntnis vorliegt.
Übersichtlichkeit: Werden Werte einer Größe, z. B. der elektrischen Leitfähigkeit für verschiedene Stoffe in einer Tabelle angegeben, so erfordert die Übersichtlichkeit eine Anordnung „Einer unter Einer, Zehner unter Zehner, …“. Wenn sich die Werte je nach Werkstoff über viele Zehnerpotenzen erstrecken, nimmt die Tabelle bei Dezimalzahlen viel Breite ein,– anders als in der wissenschaftlichen Notation mit der normierten Mantisse.